# 620 Drakonia
620 Drakonia
620 Drakonia là một tiểu hành tinh ở vành đai chính. Nó được Joel Hastings Metcalf phát hiện ngày 26.10.1906 ở Taunton, Massachusetts (Hoa Kỳ), và được đặt theo tên đại học Drake, tiểu bang Iowa, nơi tính toán quỹ đạo của nó